# Jezioro eworsyjne
Jezioro eworsyjne – rodzaj jeziora polodowcowego w obrębie kotła eworsyjnego lub kotła jeziornym, powstałego w wyniku erozyjnej działalności wód podlodowcowych.